# Dacrycarpus cumingii
Dacrycarpus cumingii é uma espécie de conífera da família Podocarpaceae.
Pode ser encontrada nos seguintes países: Indonésia, Malásia e as Filipinas.